# Speed Racer (videogioco 1995)
Speed Racer è un videogioco arcade di corse automobilistiche sviluppato da Namco of America e pubblicato dalla Namco nel 1995.
Il videogioco, che opera sulla scheda madre Namco System FL, si basa sull'adattamento statunitense dell'anime della Tatsunoko Superauto Mach 5, tratto dal manga di Tatsuo Yoshida.

## Modalità di gioco
In Speed Racer si ha la possibilità di scegliere tra cinque personaggi, ciascuno con la propria vettura (Mach 5 Speed, Kabala, ShootingStar RACER-X e Snake), ognuno dei quali dispone di tre trucchi unici da utilizzare durante le gare. L'obiettivo del titolo è partecipare in gare ad alta velocità in tre scenari 2.5D: "Fire Race", "Alpine Race" e "Desert Race", cercando di conquistare il primo posto contro tre avversari controllati dal computer.
Durante le corse, il giocatore deve manovrare il proprio veicolo per raggiungere il traguardo, evitando ostacoli come rocce e corsi d'acqua, schivandoli o saltandoli a seconda della situazione. Ogni personaggio può attivare tre trucchi o potenziamenti per facilitare la corsa; alcuni di questi offrono vantaggio come uno scudo per proteggersi dagli attacchi nemici o un turbo per aumentare temporaneamente la velocità. Altri trucchi sono progettati per ostacolare gli avversari, ad esempio sparando missili, rilasciando olio per far perdere il controllo ai veicoli dietro o utilizzando una mitragliatrice per colpire e rallentare quelli davanti. Ogni trucco è rappresentato da un'icona nell'angolo destro dello schermo, accompagnata da barre gialle che si svuotano man mano che i potenziamenti vengono utilizzati. Queste barre si riempiono progressivamente nel corso della gara, permettendo al giocatore di riutilizzare i trucchi. 
Una volta completati con successo tutti e tre i circuiti, il personaggio scelto riceve un trofeo in segno di vittoria.

## Accoglienza
Un redattore della rivista Next Generation ha elogiato l'uso dei "trucchi" contro gli avversari, ma ha anche criticato il design dei circuiti. Ha concluso la sua recensione affermando che "si tratta di un buon gioco per bambini, e niente di più", assegnando al titolo due stelle su cinque.